# Devin Shore
Devin Shore (né le 19 juillet 1994 à Ajax dans la province d'Ontario au Canada) est un joueur professionnel canadien de hockey sur glace. Il évolue au poste de centre.

## Biographie
Après avoir évolué pour le Fury de Whitby dans la Ligue de hockey junior de l'Ontario, il est repêché par les Stars de Dallas au 61e rang lors du repêchage d'entrée dans la LNH 2012. Il rejoint par la suite l'Université du Maine avec laquelle il joue pour l'équipe des Black Bears. Il joue trois saisons au niveau universitaire avant de devenir professionnel vers la fin de la saison 2014-2015, alors qu'il s'aligne pour les Stars du Texas, équipe affiliée aux Stars (de Dallas) dans la Ligue américaine de hockey.
Il commence bien la saison 2015-2016 dans la LAH, si bien qu'il se fait rappeler dans la Ligue nationale de hockey et dispute trois parties avec Dallas. Après 26 points en 23 matchs avec le club-école des Stars, une blessure à l'épaule subie en décembre 2015 met fin à sa saison.
Le 14 janvier 2019, il est échangé aux Ducks d'Anaheim en retour de l'attaquant Andrew Cogliano .
Le 24 février 2020, il est échangé aux Blue Jackets de Columbus en retour de Sonny Milano.

## Statistiques
| Saison     | Équipe                        | Ligue       |     | Saison régulière | Saison régulière | Saison régulière | Saison régulière | Saison régulière |   | Séries éliminatoires | Séries éliminatoires | Séries éliminatoires | Séries éliminatoires | Séries éliminatoires |
| Saison     | Équipe                        | Ligue       | PJ  | B                | A                | Pts              | Pun              | PJ               | B | A                    | Pts                  | Pun                  |                      |                      |
| 2011-2012  | Fury de Whitby                | OJHL        | 41  | 29               | 29               | 58               | 26               | 23               | 7 | 25                   | 32                   | 10                   |                      |                      |
| 2012-2013  | Université du Maine           | Hockey East | 38  | 6                | 20               | 26               | 10               | -                | - | -                    | -                    | -                    |                      |                      |
| 2013-2014  | Université du Maine           | Hockey East | 35  | 14               | 29               | 43               | 38               | -                | - | -                    | -                    | -                    |                      |                      |
| 2014-2015  | Université du Maine           | Hockey East | 39  | 14               | 21               | 35               | 20               | -                | - | -                    | -                    | -                    |                      |                      |
| 2014-2015  | Stars du Texas                | LAH         | 19  | 4                | 2                | 6                | 4                | 3                | 1 | 0                    | 1                    | 0                    |                      |                      |
| 2015-2016  | Stars du Texas                | LAH         | 23  | 15               | 11               | 26               | 8                | -                | - | -                    | -                    | -                    |                      |                      |
| 2015-2016  | Stars de Dallas               | LNH         | 3   | 0                | 0                | 0                | 0                | -                | - | -                    | -                    | -                    |                      |                      |
| 2016-2017  | Stars de Dallas               | LNH         | 82  | 13               | 20               | 33               | 14               | -                | - | -                    | -                    | -                    |                      |                      |
| 2017-2018  | Stars de Dallas               | LNH         | 82  | 11               | 21               | 32               | 14               | -                | - | -                    | -                    | -                    |                      |                      |
| 2018-2019  | Stars de Dallas               | LNH         | 42  | 5                | 12               | 17               | 7                | -                | - | -                    | -                    | -                    |                      |                      |
| 2018-2019  | Ducks d'Anaheim               | LNH         | 34  | 5                | 7                | 12               | 6                | -                | - | -                    | -                    | -                    |                      |                      |
| 2019-2020  | Ducks d'Anaheim               | LNH         | 39  | 4                | 6                | 10               | 8                | -                | - | -                    | -                    | -                    |                      |                      |
| 2019-2020  | Blue Jackets de Columbus      | LNH         | 6   | 1                | 1                | 2                | 0                | 2                | 0 | 0                    | 0                    | 0                    |                      |                      |
| 2020-2021  | Oilers d'Edmonton             | LNH         | 38  | 5                | 4                | 9                | 6                | 2                | 0 | 1                    | 1                    | 0                    |                      |                      |
| 2021-2022  | Oilers d'Edmonton             | LNH         | 49  | 5                | 6                | 11               | 10               | -                | - | -                    | -                    | -                    |                      |                      |
| 2022-2023  | Oilers d'Edmonton             | LNH         | 47  | 1                | 8                | 9                | 4                | -                | - | -                    | -                    | -                    |                      |                      |
| 2022-2023  | Condors de Bakersfield        | LAH         | 5   | 2                | 3                | 5                | 0                | -                | - | -                    | -                    | -                    |                      |                      |
| 2023-2024  | Kraken de Seattle             | LNH         | 21  | 1                | 3                | 4                | 4                | -                | - | -                    | -                    | -                    |                      |                      |
| 2023-2024  | Firebirds de Coachella Valley | LAH         | 39  | 7                | 18               | 25               | 4                | 18               | 5 | 8                    | 13                   | 4                    |                      |                      |
| 2024-2025  | Wild du Minnesota             | LNH         | 55  | 1                | 4                | 5                | 6                | -                | - | -                    | -                    | -                    |                      |                      |
| 2024-2025  | Wild de l'Iowa                | LAH         | 15  | 2                | 8                | 10               | 6                | -                | - | -                    | -                    | -                    |                      |                      |
| Totaux LNH | Totaux LNH                    | Totaux LNH  | 498 | 52               | 92               | 144              | 79               | 4                | 0 | 1                    | 1                    | 0                    |                      |                      |

## Trophées et honneurs personnels
- 2011-2012 :
  - nommé recrue de l'année dans l'OJHL
  - nommé dans la deuxième équipe d'étoiles de l'OJHL
- 2013-2014 :
  - nommé dans la première équipe d'étoiles de Hockey East
  - nommé dans la deuxième équipe d'étoiles de la région ouest de la NCAA
- 2014-2015 : nommé dans la deuxième équipe d'étoiles de Hockey East